# Guer
Guer (bret. Gwern-Porc'hoed) – miejscowość i gmina we Francji, w regionie Bretania, w departamencie Morbihan.
Według danych na rok 1990 gminę zamieszkiwały 5794 osoby, a gęstość zaludnienia wynosiła 111 osób/km² (wśród 1269 gmin Bretanii Guer plasuje się na 67. miejscu pod względem liczby ludności, natomiast pod względem powierzchni na miejscu 66.).